# Allium longicollum
Allium longicollum — вид рослин з родини амарилісових (Amaryllidaceae); поширений у Афганістані, західному Пакистані.

## Опис
Рослини ≈ 30 см заввишки. Цибулина яйцювата, ≈ 2 см завширшки; зовнішні оболонки коричнюваті. Стеблини запушені. Листків 3, коротші від стеблин, циліндричні, жолобчасті, 1–2 мм завширшки, основи листків запушені. Зонтики півсферичні. Оцвітина дзвінчаста. Листочки оцвітини білі, ≈ 4 мм завдовжки, від еліптичних до довгастих; верхівки від гострих до тупих, краю від цілих до зубчастих.

## Поширення
Поширення: Афганістан, західний Пакистан.